# Dich zu lieben (Lied)
Dich zu lieben ist ein Lied des deutschen Schlagersängers Roland Kaiser aus dem Jahr 1981. Es ist seine am dritthöchsten in den deutschen Charts platzierte Singleveröffentlichung.

## Entstehung und Inhalt
Der Song wurde von Joachim Heider, Roland Kaiser und Norbert Hammerschmidt geschrieben und von Thomas Meisel produziert. Im Songtext der Ballade, deren Strophen in Moll gehalten sind, während der Refrain in Dur steht, lobt der Protagonist die „Wärme“ und „Nähe“ der geliebten Person, die in ihm die „Sehnsucht“ auf ein Leben mit ihr „weckt“.

## Veröffentlichung und Rezeption
Dich zu lieben erschien im Juli 1981 als Single bei Hansa Records und wurde im selben Monat auf Kaisers viertem Studioalbum Dich zu lieben veröffentlicht. Auch erschien der Song auf zahlreichen Kompilationen. 2004, 2010 und 2017 brachte Kaiser zudem neue Versionen des Songs heraus, die ihrerseits auf etlichen Kompilationen zu finden sind.
In der ZDF-Hitparade trat Kaiser mit dem Lied 1981 dreimal auf. Erstmals sang er es am 12. Oktober 1981 als Neuvorstellung. Am 9. November 1981 (Platz zwei) sowie am 7. Dezember 1981 (Platz eins) durfte er es erneut vortragen. Auch bei weiteren Fernsehauftritten war Kaiser mit dem Titel zu sehen, so etwa bei Disco am 19. Oktober 1981 und bei Wetten, dass..? mit Frank Elstner am 31. Oktober 1981. In der Super-Hitparade Schlager, die man nicht vergißt 1983 am 27. Oktober 1983 sang er ihn erneut.
In Deutschland platzierte sich das Lied auf Platz fünf der Singlecharts und hielt sich insgesamt 24 Wochen darin. Die Single wurde zu Kaisers viertem Top-10-Erfolg sowie zum siebten Charthit in Deutschland. Als Autor erreichte er hiermit ebenfalls zum siebten Mal die deutschen Singlecharts sowie zum dritten Mal nach Santa Maria und Lieb’ mich ein letztes Mal die Top 10.
1982 gewann Roland Kaiser mit dem Stück den Silbernen Löwen von Radio Luxemburg.
In der ZDF-Fernsehshow Giovanni Zarrella präsentiert: 50 Jahre Roland Kaiser am 24. Februar 2024 sang Kaiser den Song in einem Duett mit Thomas Anders, das in einem schnelleren Midtempo-Rhythmus präsentiert wurde.

## Titelliste der Single
7″-Single
1. Dich zu lieben (3:41)
2. Du gehst mir unter die Haut (3:48)

## Coverversionen (Auswahl)
Coverversionen erschienen unter anderem von:
- Andrea Berg & Roland Kaiser
- Mireille Mathieu (Où est l’amour)
- Tamara & Tom Davys (Una vita con te)
- Guildo Horn & die Orthopädischen Strümpfe
- Andrew Carrington
- Frank Zander
- Die Jungen Tenöre
- Franck Olivier (Nous on s’aime)